# 28 Andromedae
Désignations
28 Andromedae (en abrégé 28 And) est une étoile variable de type Delta Scuti de la constellation d'Andromède. Elle porte également la désignation d'étoile variable de GN Andromedae, tandis que 28 Andromedae est sa désignation de Flamsteed. Sa magnitude apparente est d'environ 5,2, variant de moins de 0,1 en magnitude.

## Description
C'est une étoile blanche de la séquence principale, ce qui signifie qu'elle est de couleur blanc bleuâtre. Les estimations de parallaxe faites par la sonde Hipparcos placent l'étoile à une distance de 199 ± 2 a.l. (∼ 61 pc) de la Terre. Elle se rapproche du Système solaire avec une vitesse radiale de −10,3 km/s.

## Système
Deux étoiles proches de 28 Andromedae partagent un mouvement propre commun avec 28 Andromedae, ce qui en fait un possible système triple. Les paramètres orbitaux sont actuellement inconnus. Le 2e et 3e composant ont des masses respectives de 0,71 et 0,14 M☉.

## Variabilité
28 Andromedae est une étoile variable de type Delta Scuti, elle présente donc de petites variations de luminosité à des échelles de temps inférieures à un jour en raison de pulsations stellaires. Il existe des preuves de l'existence de deux cycles périodiques de 5 014 et 5 900 secondes respectivement. Les variations d'amplitude, cependant, ne sont pas constantes dans le temps, et les modes de pulsation ne sont pas radiaux.